# Афега
Афега — невелике село, адміністративний центр округу Туамасага, розташоване в центрі північного узбережжя острова Уполу на захід від столиці Самоа - міста Апіа.
У Афегзі народилися деякі відомі в Самоа спортсмени:
- Рита Фатіалофа - зірка новозеландського регбі, старший тренер збірної Самоа
- Уліа Уліа - колишній член збірної з регбі Ману Самоа
- Леу Ваетолу - тричі золотий медаліст Південнотихоокеанських ігор
- Натан Филемона Фааває - національний чемпіон Нової Зеландії по маунтинбайку
- Саїаїга Салеваласі Фоасіліва Мотулоа Маулол Тоеваї - наймолодша регбісткі Самоанська жіночої збірної з регбі 2005 року.